# Вузликовий періартеріїт
Вузликовий періартеріїт — системне судинне захворювання нез'ясованої етіології з переважним ураженням артерій м'язового типу та судин дрібного калібру внаслідок гіперергічної реакції у відповідь на вплив різних факторів: інфекція, інтоксикація, ліки та ін. Важливе значення при цьому мають імунні комплекси, циркулюючі у крові та фіксовані у стінці судин.

## Клінічна картина
Захворювання проявляється
- гарячкою,
- схудненням,
- болем у
  - м'язах (міалгії),
  - суглобах (артралгії, артрити),
  - животі (гастрит, ентерит, коліт),
- шкірним висипом (з виникненням різних елементів висипу - еритематозні, папульозні, геморагічні, уртикарні тощо),
- синдромом Рейно,
- мігруючим флебітом,
- ураженням
  - серця (стенокардія, інфаркт міокарда, перикардити, гемоперикард),
  - нирок (гломерулонефрит, іноді з розвитком злоякісної гіпертонії, інфаркт нирок),
  - нервової системи (множинні неврити, менінгоенцефаліти),
  - очей (ретинопатії, аневризми та тромбози сітківки тощо),
  - легень (бронхіальна астма, пневмоніти).

## Лікування
У залежності від характеру перебігу захворювання призначають глюкокортикоїди, цитостатичні речовини або похідні 4-амінохіноліну. При гострому перебігу хвороби глюкокортикоїди можуть мати парадоксальний ефект та викликати множинні інфаркти (протипоказання: злоякісна гипертонія, нефротичний синдром).